# Esercito cattolico e reale
L'Esercito cattolico e reale fu un esercito realista che combatté le guerre di Vandea.

## L'esercito
Come si evince dal nome stesso, era formato da quei francesi contrari alla rivoluzione e che invece sostenevano la monarchia assoluta, in particolare era composto da contadini della cosiddetta "Vandea Militare", che è composta dai dipartimenti della Vandea, Loira Atlantica, Maine e Loira e Deux-Sèvres, che scelsero i loro capi tra la nobiltà francese che non era emigrata in altri stati, per paura di venire catturati e uccisi, ma che rimase in Francia per cercare di ristabilire la monarchia.
L'Esercito cattolico e reale, nacque il 4 aprile 1793, in seguito alla riunione dei principali capi vandeani avvenuta a Chemillé, in seguito alla quale venne scelto come comandante in capo (che verrà chiamato "generalissimo") Jacques Cathelineau.

### I capi
I principali capi militari furono: Jacques Cathelineau, François-Athanase Charette de La Contrie, Charles Melchior Artus de Bonchamps, Maurice-Louis-Joseph Gigot d'Elbée, Louis Marie de Lescure, Henri du Vergier de La Rochejaquelein, Jean Nicolas Stofflet, Jacques Nicolas Fleuriot de La Fleuriais, Charles Sapinaud, Louis du Vergier de La Rochejaquelein, Auguste de La Rochejaquelein (entrambi fratelli di Henri de La Rochejaquelein), Charles d'Autichamps.

### Il simbolo

Simbolo dell'armata controrivoluzionaria.

Il simbolo era un cuore sormontato da una croce rossa su campo bianco a simboleggiare il Sacro Cuore di Gesù e Maria a cui i vandeani erano particolarmente devoti grazie alla predicazione di San Luigi Maria Grignion de Montfort, inoltre richiamava anche lo stemma della Vandea (in quanto è formato da due cuori rossi (quelli di Gesù e Maria) sormontati da una corona che termina con una croce, che rappresentare la regalità di Cristo). Il motto era "Dieu Le Roi" che significa "Dio [è] il Re", chiaro riferimento al diritto divino dei re su cui si era sempre basato il trono di Francia. Le rappresentazioni del Sacro Cuore, però, non erano tutte uguali, furono molto eterogenee e ciascuna di esse aveva un significato particolare.

### La diffusione

#### Esercito cattolico e reale della Bretagna
Armata creata da Joseph de Puisaye, dall'associazione bretone di Charles Armand Tuffin, per unificare le differenti divisioni di chouani. Il 15 ottobre 1794, Puisaye fu nominato tenente generale dell'Esercito cattolico e reale della Bretagna dal conte Charles di Artois, futuro Carlo X, re di Francia. Si stima che i suoi soldati fossero 30.000 o 40.000.

#### Esercito cattolico e reale della Normandia
Era un'armata della Normandia creata da Louis de Frotté, forma anch'essa da chouani, ma anche da protestanti. Il suo territorio era delimitato da Orne al sud della Manica, e nel Maine solo in alcune zone a nord di Mayenne. Si stima che i suoi soldati fossero 5.000 o 10.000.

## Le armate
Esercito cattolico e reale della Vandea (marzo-giugno 1793):
- Divisione di Saint-Florent-le-Vieil, 12.000 uomini:
  - Generale di divisione: Charles de Bonchamps
  - Generale di divisione: Jacques Cathelineau
- Divisione di Cholet e Beaupréau, 9.000 uomini:
  - Generale di divisione: Maurice d'Elbée
- Divisione di Maulévrier, 3.000 uomini:
  - Generale di divisione: Jean Nicolas Stofflet
- Divisione di Châtillon-sur-Sèvre, 7.000 uomini:
  - Generale di divisione: Henri de La Rochejaquelein
- Divisione di Bressuire, 6.000 uomini:
  - Generale di divisione: Louis Marie de Lescure
- Divisione d'Argenton-les-Vallées, 2.000 uomini:
  - Generale di divisione: Dominique Alexandre Jaudonnet de Laugrenière
- Divisione di Loroux, 3.000 uomini:
  - Generale di divisione: François de Lyrot de La Patouillère

Esercito cattolico e reale della Vandea (luglio-ottobre 1793):

Generalissimo: Jacques Cathelineau, poi Maurice d'Elbée

Maggior generale: Jean Nicolas Stofflet

Generale di cavalleria: Antoine de Talmont e Henri Forestier

Generale di artiglieria: Bernard de Marigny
- Armata dell'Angiò e dell'Alto-Poitou (chiamata anche "Armata del Bocage"):
  - Generale dell'armata: Charles de Bonchamps
  - Tenente di divisione: Charles d'Autichamp
  - Divisione del Poitou:
    - Generale di divisione: Louis Marie de Lescure
    - Tenente di divisione: Henri de La Rochejaquelein
- Armata del Centro
  - Divisione di Montaigu:
    - Generale dell'armata: Charles de Royrand
    - Tenente di divisione: de Cumont

  - Divisione di Mortagne-sur-Sèvre:
    - Colonnello: Charles Sapinaud

  - Divisione di La Châtaigneraie:
    - Colonnello: Charles-Hyacinthe-Alexis Baudry d'Asson
- Armata del Basso-Poitou (chiamata anche "Armata del Marais Breton")
  - Generale dell'armata: Guy Joseph de Donnissan
  - Divisione del Pays de Retz, 2.000 uomini:
    - Colonnello: Louis-François Ripault de La Cathelinière

  - Divisione del Marais, 1.800 uomini:
    - Colonnello: François Pajot

  - Divisione di Saint-Philbert-de-Grand-Lieu, 1.700 uomini:
    - Colonnello: Jean-Baptiste de Couëtus

  - Divisione di Challans, 1.900 uomini:
    - Colonnello: Guéri-de-Clouzi

  - Divisione di Saint-Sulpice-le-Verdon, 2.000 uomini:
    - Colonnello: Vrignaux

  - Divisione di Palluau, 1.600 uomini:
    - Colonnello: Jean Savin

  - Divisione di Sables-d'Olonne, 2.000 uomini:
    - Colonnello: Joly de la Chapelle

  - Divisione di Machecoul, di La Garnache e di Bourgneuf-en-Retz, 7.000 uomini:
    - Colonnello: Louis-Marie de La Roche Saint-André